# HD 187085 b
HD 187085 b ist ein Exoplanet, der den gelben Zwerg HD 187085 begleitet. Auf Grund seiner geschätzten Mindestmasse wird vermutet, dass es sich um einen Gasplaneten handelt.

## Entdeckung
Der Exoplanet wurde im Rahmen des Anglo-Australian Planet Search mit Hilfe der Radialgeschwindigkeitsmethode entdeckt. Seine Entdeckung wurde im Jahr 2006 publiziert.

## Umlauf und Masse
Die Umlaufperiode des Begleiters beträgt etwa 1100 Tage. Seine Mindestmasse liegt bei knapp einer Jupitermasse, die große Halbachse seiner Bahn wird auf ca. 2,1 Astronomischen Einheiten geschätzt.